# Pour Some Sugar on Me
Pour Some Sugar on Me è un singolo del gruppo musicale britannico Def Leppard, il quarto estratto dal loro album Hysteria del 1987. Ha raggiunto il secondo posto della Billboard Hot 100 negli Stati Uniti il 23 luglio 1988, preceduta solo da Hold On to the Nights di Richard Marx. Nel 2006, il pubblico di VH1 l'ha nominato come secondo brano più significativo degli ottanta, dietro solo a Livin' on a Prayer dei Bon Jovi. Una versione live della canzone è stata inserita nel videogioco musicale Guitar Hero: Warriors of Rock.
Nel 2012, la band ha registrato nuovamente la canzone, insieme a Rock of Ages, con il titolo di "Pour Some Sugar on Me 2012". La nuova versione è stata pubblicata per il download digitale nel giugno del 2012, in occasione del lancio del film Rock of Ages.

## Storia
Verso la fine delle registrazioni dell'album Hysteria, il cantante Joe Elliott cominciò a lavorare su un riff che aveva elaborato di recente su una chitarra acustica. Il produttore Robert John "Mutt" Lange, esprimendo simpatia per esso, suggerì di svilupparci sopra una canzone. Nonostante fosse quasi finito, Lange ritenne che all'album mancasse ancora una canzone dal forte impatto emotivo, e questa aveva il potenziale per poterlo essere. La canzone fu completata in sole due settimane, e fu l'ultima composta per Hysteria.
Alla primavera del 1988, Hysteria aveva venduto 3 milioni di copie, ma non era ancora sufficiente a coprire i costi di produzione dell'album (ai tempi uno dei più costosi mai prodotti). Così, la band decise di puntare tutto sul singolo Pour Some Sugar on Me. Le loro aspettative vennero rispettate, e forse addirittura superate, in quanto il singolo raggiunse la seconda posizione della Billboard Hot 100, riportando la band al successo negli Stati Uniti, dove le precedenti Women e Animal non avevano ottenuto molto successo. Pour Some Sugar on Me, inoltre, raggiunse la prima posizione in Canada, la numero 18 della Official Singles Chart nel Regno Unito, e la numero 26 in Australia.

## Video musicali
Per Pour Some Sugar on Me furono realizzati due differenti videoclip. Il primo dei due mostra la band che suona all'interno di una casa derelitta, situata a Dublino, che viene demolita da alcune palle demolitrici e da un corpulento operaio edile di sesso femminile, armato di martello. I membri dei Tesla compiono un'apparizione speciale in mezzo alla folla. Questa prima versione fu realizzata prima che Pour Some Sugar on Me diventasse un successo negli Stati Uniti, e infatti fu trasmessa solo nel Regno Unito. Il secondo, e più famoso video, mostra la band mentre esegue il brano dal vivo, utilizzando filmati di concerto dal vivo che sarebbero poi stati pubblicati nella VHS Live: In the Round, in Your Face del 1989. Inoltre, la seconda versione del video è caratterizzata da un esteso e distorto intro al posto di quello che appare nella canzone contenuta nell'album: "Step inside, rock this way...". La maggior parte delle raccolte dei Def Leppard utilizzano questa versione presa dal video.

## Cover
- La cantante Emm Gryner ha eseguito una versione acustica della canzone nel suo album di cover Girl Versions  del 2001.
- Il gruppo pop punk The Maine ha inciso una cover della canzone per la Fearless Records nella compilation Punk Goes Classic Rock del 2010.
- Gli L.A. Guns hanno eseguito la canzone nel loro album di cover Covered in Guns del 2010.
- L'attore Tom Cruise, nel ruolo di Stacee Jaxx, ha interpretato la canzone nel film Rock of Ages.
- Il gruppo musicale pop rock e alternative rock statunitense R5 ha eseguito una sua versione del brano, entrata nella scaletta del suo Loud World Tour.

## Tracce
7"Bludgeon Riffola/Mercury/870 298-7 (USA)
1. Pour Some Sugar on Me
2. Ring of Fire

Vinile USA, 12"
1. Pour Some Sugar on Me [Versione estesa]
2. Pour Some Sugar on Me [Versione album]
3. I Wanna Be Your Hero

CD singoloBludgeon Riffola/Mercury/8724872 (Germania)
1. Pour Some Sugar on Me [Versione estesa]
2. Release Me
3. Rock of Ages [Live Medley]

## Formazione
- Joe Elliott – voce
- Steve Clark – chitarra solista
- Phil Collen – chitarra ritmica, cori
- Rick Savage – basso, cori
- Rick Allen – batteria

## Classifiche
| Classifica (1988) | Posizione massima |
| ----------------- | ----------------- |
| Australia         | 26                |
| Germania          | 50                |
| Irlanda           | 8                 |
| Nuova Zelanda     | 16                |
| Paesi Bassi       | 94                |
| Regno Unito       | 18                |
| Stati Uniti       | 2                 |